# Sergio Nacif
Sergio Nacif Cabrera (n. Buenos Aires, Argentina, 10 de agosto de 1956) es un cantante, compositor y guitarrista de rock, reggae y ska argentino.

## Biografía
Comenzó su carrera artística con la banda de los años 1980, llamada Alphonso S'Entrega, que impusieron con un estilo nuevo dentro del rock local mezclando estilos como el reggae y el ska. Esta agrupación editó solo dos trabajos discográficos: Alphonso S’Entrega (1987) y  El Paso (1988). Las canciones más conocidas de este grupo fueron: «El Manicero», «Barrio chino», «Jimmy Banana», etc.
Luego a principios de los años 1990, Nacif forma la agrupación Los Romeos, que con los temas «Basura» y «Sin meditar», escalan a la cima de los rankings musicales argentinos y sudamericanos.
En el año 1993 giraron por todo el país haciendo shows, entre los que se destacan haber sido teloneros de Madonna en el estadio de River Plate, de Whitney Houston en el estadio de Vélez Sarfield, De Simply Red en Obras sanitarias y de Duran Duran por toda la Argentina.
A fines de los años noventa, luego de varios cambios de formación, Los Romeos se disuelven y Nacif se incorpora a un proyecto de música electrónica, llamado Electronido; aunque sin embargo, a comienzos del año 2000, lo golpea la situación económica y deja la música, para dedicarse a la venta de frutos secos; un negocio familiar que era parte de su vida. Retornó a la música cuando es convocado por el baterista Juan Rodríguez (ex Sui Generis); para rearmar a Los Romeos.
Pronto, Rodríguez es reemplazado por Oscar Moro (ex Serú Girán) y con Carlos Gardellini (ex Vox Dei) en guitarra, comenzarían a grabar el tercer trabajo discográfico del grupo. En 2006, editaron Pasaporte, un disco compuesto por diez canciones pop rock, que caracteriza las composiciones de Nacif Cabrera. En el mismo participaron Hilda Lizarazu y Miguel Zavaleta.
En el año 2013, Nacif y su conjunto editaron un EP, titulado Mentira!; cuya canción homónima fue el primer corte de difusión y contó con la participación del actor Juan Acosta. 
Nacif es hermanastro de la cantante Hilda Lizarazu, ya que la madre de él, se casó con el padre de ella. Lizarazu ha compartido trabajos de Nacif desde la época de Alphonso S'Entrega y su banda actual; y Nacif participó en dos canciones con ella, que luego formarían parte del primer disco de la cantante, Gabinete de curiosidades (2004).

## Discografía

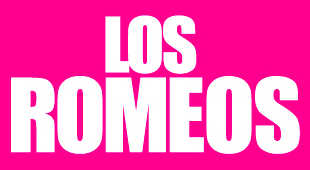
Logotipo de Los Romeos, agrupación liderada por Nacif.

| Año  | Disco                | Discográfica       |
| 1987 | Alphonso S'Entrega   | Alphonso S'Entrega |
| 1988 | El paso              | Alphonso S'Entrega |
| 1993 | Los Romeos           | Los Romeos         |
| 1994 | Tirame un salvavidas | Los Romeos         |
| 2006 | Pasaporte            | Los Romeos         |
| 2012 | Mentira!             | Los Romeos         |